# Voluntari
Voluntari je město v Rumunsku v župě Ilfov. Nachází se asi 12 km severovýchodně od centra Bukurešti a je jedním z jejích předměstí. V roce 2011 žilo ve městě 42 944 obyvatel, tudíž Voluntari je největším městem župy Ilfov. Počet obyvatel města prudce stoupá.
Název města znamená dobrovolníci, bylo založeno vojáky, kteří dobrovolně bojovali za Rumunsko v první světové válce. Status města získalo Voluntari v roce 2004.
Ve Voluntari začíná dálnice A3.